# Pui Ling Lau
Pui Ling Lau (født 10. august 1968 i Hong Kong) er en dansk jurist, erhvervskvinde og tidligere embedsmand.

## Karriere
Pui Ling Lau er cand.jur. fra Københavns Universitet fra 1992. Pui Ling Lau var fuldmægtig i Justitsministeriet og senere Udenrigsministeriet, 1. ambassadesekretær ved Den Kgl. Danske ambassade i Stockholm 1995-1998. I 1998 var hun udlånt til Statsministeriet, som ministersekretær for Poul Nyrup Rasmussen (S) og fra 2001 ministersekretariatschef. Som ikke-politisk embedsmand ved regeringsskiftet i 2001 fortsatte Pui Ling Lau som chef for ministersekretariatet for Anders Fogh Rasmussen (V), hvor hun bl.a. bidrog til den historiske udvidelse af EU og Danmarks EU-formandskab  2002. 
I 2003 vendte Pui Ling Lau tilbage til diplomatiet som chef i Udenrigsministeriets Juridiske Tjeneste. Hun blev i foråret 2004 udlånt til Hofmarskallatet, Kongehuset og var leder af bryllupssekretariatet, Kronprins Frederik og Kronprinsesse Marys bryllup. Efter brylluppet i maj fortsatte Pui Ling Lau som H.M. Dronningens sekretariatschef i Kongehuset. Pui Ling Lau var herefter i dansk erhvervsliv som SVP for public affairs og kommunikation i Københavns Lufthavne A/S og direktør i Lindø Offshore Renewables Center med iværksættelse og opstart af virksomheden om grøn omstilling. I 2010 blev Pui Ling Lau udnævnt til Ambassadør for Handelspolitik og Global Public Affairs i Udenrigsministeriet og senere chef for Nordeuropa og USA/Canada/Arktis. Pui Ling Lau er COO i BioInnovation Institute. Hun har tidligere været medlem af ledelsen bl.a. i den selvejende forening og fond Livsværk og i filantropiske forening Realdania med ansvar for foreningens 190.000 medlemmer, governance, kommunikation og operations.

## Tillidshverv
Pui Ling Lau er Ridder af 1. grad af Dannebrog (2007), dekoreret med Nordstjerneordenen, Sverige og Finlands Lejonsorden.
Pui Ling Lau er medlem af bestyrelsen i Copenhagen Business School (CBS), Det Sociale Netværk, Headspace Danmark og næstforperson i bestyrelsen Lone Dybkjær Fonden. Tidligere bestyrelsesmedlem bl.a. Foreningen Folkemødet (2024), Djøf Privat (2016-2024), Bolius (2014-2023).
Pui Ling Lau er gift og har to børn.